# Francisco Javier Quintanilla
Francisco Javier Quintanilla (Rancagua, 1833-?) fue un sacerdote chileno.

## Biografía
Realizó sus estudios, para la carrera eclesiástica, en el Seminario Conciliar de Santiago. Durante varios años fue catedrático en derecho canónico y ciencias teológicas en ese establecimiento. Publicó dos notables obras religiosas, tituladas Tradicionalismo e Historia de la Teolojía. Formó parte, por su ilustración, de la Facultad de Teología y Ciencias Sagradas de la Universidad de Chile.